# James Horwill

a Compétitions nationales et continentales officielles uniquement.

b Matchs officiels uniquement.
Dernière mise à jour le 4 mai 2020.
James Horwill, né le 29 mai 1985 à Brisbane (Australie), est un joueur de rugby à XV qui joue avec l'équipe d'Australie et les Queensland Reds. Il évolue au poste de deuxième ligne (2,00 m pour 117 kg).

## Carrière

### En club
- Queensland Reds

Il a joué 64 matchs de Super 14 et Super 15 depuis ses débuts en 2006 chez les Reds. Il fait partie de l'équipe victorieuse lors de la Saison 2011 de Super 15 face aux Crusaders

### En équipe nationale
Il a connu des sélections en équipe d'Australie des moins de 21 ans et il a disputé la Coupe du monde 2006 des moins de 21 ans. 
- 59 matchs (6 essais) avec l'équipe d'Australie dont une coupe du monde (2011) et plusieurs capitanats.

## Statistiques
Au 22 octobre 2016, James Horwill compte 62 sélections avec les Wallabies, depuis le 9 juin 2007 à Perth face à l'équipe des Fidji.
Parmi ces sélections, il compte 26 sélections en Rugby Championship. Il participe à une édition de la coupe du monde, en 2011, où il dispute six rencontres et inscrit un essai.